# Skull Lake
Skull Lake är en sjö i Kanada.   Den ligger i provinsen British Columbia, i den sydvästra delen av landet, 3 700 km väster om huvudstaden Ottawa. Skull Lake ligger 60 meter över havet. Arean är 0,24 kvadratkilometer. Den sträcker sig 0,7 kilometer i nord-sydlig riktning, och 0,8 kilometer i öst-västlig riktning.